# Tepe Sardar
Tepe Sardar, tudi Tapa Sardar ali Tepe-e-Sardar, je starodavni budistični samostan v Afganistanu. Je blizu mesta Gazni in dominira nad ravnico Dašt-i Manara. Najdišče prikazuje dve veliki umetniški fazi, helenistično fazo med 3. in 6. stoletjem n. št., ki ji je sledila kitajsko-indijska faza med 7. in 9. stoletjem.
Najdišče je izkopavala italijanska arheološka misija med poznimi 1960-imi in poznimi 1970-imi leti ter ponovno leta 2003.
Tepe Sardar je ruševina velike budistične stupe - samostanskega kompleksa, ki je štiri kilometre jugovzhodno od mesta Gazni. Od leta 1959 do 1977 so kompleks raziskovali arheologi IsMEO.

## Zgodnje svetišče (3.-sredina 7. stoletja n. št.)
Zgodnje svetišče je bilo zgrajeno okoli 3. stoletja našega štetja. Na mestu so našli votivni napis, ki pravi, da je bilo svetišče v preteklosti znano kot Kanika mahārāja vihāra ('tempelj velikega kralja Kaniške'), kar kaže na datum ustanovitve v obdobju Kušanskega cesarstva, v 2.–3. stoletju našega štetja, verjetno v času Kaniške II. ali Kaniške III. Arhitekturni profili imajo veliko skupnega s tistimi iz Surk Kotala. Za to zgodnjo fazo je značilen umetniški model helenistične umetnosti, ki so mu sledila stoletja in je del širšega pojava helenističnega vpliva na indijsko umetnost.
Svetišče je najprej uničil velik požar v 7. stoletju, s čimer se je končalo obdobje gandarske umetnosti na mestu. Ogromna uničenja so lahko povezana z muslimanskim vdorom 671-672 n. št. pod vodstvom Ubaida Alaha ibn Zijada.

## Pozno svetišče (680–800 n. št.)
Kmalu po uničenju je bilo mesto v velikem obsegu obnovljeno in okrepljeno z ogromno obrambno strukturo, podobno trdnjavi, zgrajeno iz nežgane gline, ki je vključevala verske stavbe iz prejšnjega obdobja. Ta obnova je približno sočasna z gradnjo samostana Fondukistan. Ta velika gradbena prizadevanja so nujno temeljila na intenzivnem in motiviranem pokroviteljstvu.
Pokroviteljstvo budizma na tem območju med 7. in 8. stoletjem je posledica širjenja moči dinastije Tang v Srednji Aziji v tistem času, tako kot so Arabci pritiskali na Veliki Horasan in Sistan, vse do odločilne bitke pri Talasu leta 751. Kraljestva Srednje Azije, pogosto budistična ali s pomembno budistično skupnostjo, so bila na splošno pod formalnim nadzorom dinastije Tang in so pričakovala zaščito Tangov. Istočasno je v Indiji brahmanski preporod izrinil budistične menihe iz države. Kitajski menihi so bili verjetno neposredno odgovorni za nekatera budistična svetišča v Srednji Aziji, kot je tempelj Suije (blizu Tokmaka v današnjem Kirgizistanu).
Umetniška produkcija mesta prikazuje nenaden prehod iz prejšnje helenistične faze, ki je trajala več stoletij, v fazo, ki uporablja kitajske indijske modele. To je verjetno posledica političnega razvoja obdobja v Afganistanu. Tudi v tem obdobju je kitajski imperij Tang razširil svoj vpliv in promocijo budizma na kraljestvo Srednje Azije, vključno z Afganistanom, z ustreznim dotokom kitajskih menihov, medtem ko je prišlo do preseljevanja indijskih menihov iz Indije v Srednjo Azijo, natančno išče to zaščito. Ti dogodki so povzročili hibridne sloge Fondukistana in te umetniške faze Tepe Sadarja. Ta slog je del svetovljanskega umetniškega idioma, ki se je takrat razširil iz Kitajske v Srednjo Azijo, podobnosti pa so vidne na primer v produkcijah Tang v Tianlongšanu v osrednji Kitajski.

### Faza po Gupta (680-720 n. št.)
Svetišče je bilo prezidano in razširjeno v 7.-8. stoletju našega štetja. Za kip iz obdobja med 680 in 720 n. št. so značilni indijski slogi in ikonografija 7. stoletja. Ikonografski program je v tistem času zelo indijski, na primer Buda, ki sedi na lotosu, s spremljevalnimi bodhisatvami, sami stoječi manjši lotosi, ki jih podpirajo Nagi. To je očitno približen razvoj post-guptskega sloga zahodnega Dekana, čeprav je nekaj kitajskega slogovnega vpliva opazno.

### Kitajska faza (720-750 n. št.)
Zadnja večja faza gradnje in dekoracije se je zgodila v letih 720–750 n. št.. To obdobje gradnje je verjetno zaznamovalo pokroviteljstvo Alkisa, sodobnega vladarja območja Zabul, ki je bil verjetno iste narodnosti kot bližnji turški šahi iz Kabula in član Zunbilov ali njegovih naslednikov. Obdobje vidi izrazito evolucijo tipov obraza kipov, s kitajsko-indijskimi potezami prejšnjega obdobja, ki se izrazito premikajo proti slogom dinastije Tang in jasno sledijo prototipom Tang. Takšen pojav je viden tudi na mestu Adzina Tepe. Domneva se, da je bil budizem na Kitajskem še posebej močan med vladavino cesarice Vu Žao (624-705 n. št.) in da so se kitajski menihi skupaj z več misijami kitajskih romarjev v Afganistan in Indijo naselili v Gazniju okoli leta 700. Ta dejavnost je odražala aktiven razvoj samostanov v Šindžjangu med 7. in 8. stoletjem in poudarila široko ozemeljsko enotnost budističnih kraljestev v zahodni Srednji Aziji v tistem času, ki temelji na intenzivnih izmenjavah in zahodnem vplivu kitajskega budizma in umetniških slogov.
Vpliv kitajskih umetniških slogov izgine po letu 751 n. št., ko se je Tang umaknila iz Srednje Azije. Zadnja faza (750-800 n. št.) bolj sledi indijskemu prototipu, verjetno zaradi izgube kitajskega vpliva v Srednji Aziji in rasti brahmanske in hindujske moči v Kabulu iz tega obdobja.
Svetišče je bilo ponovno uničeno, verjetno leta 795 n. št. z invazijo muslimanskih vojsk, saj muslimanski pisec Kitāb al-buldān zapisuje uničenje Šāh Bahār ('kraljev tempelj') v tem času: pripoveduje, da so Arabci napadli Šāh Bahār, »v katerem so bili idoli, ki so jih ljudje častili«. Končna faza uničenja se je morda zgodila s končno osvojitvijo Afganistana s strani Jakuba ibn Lajtha v letih 869-70 n. št., vendar se zdi preprosta opustitev mesta bolj verjetna v 8.-9. stoletju.